# Cap d'Afrique
Pour les articles homonymes, voir Afrique (homonymie).
Le cap d'Afrique ou cap Afrique (en russe : мыс Африка, mys Afrika) est un cap de la péninsule du Kamtchatka, à l'est de la Russie. Situé à l'extrémité de la péninsule Kamtchatski, à 31 miles au sud du cap Stolbovoï, il est le point le plus oriental de la péninsule et fait face aux îles du Commandeur.
Au bout du cap d'Afrique, une station météorologique, un phare et un petit village qui abrite environ dix personnes ont été construits. Le cap a été étudié et décrit en 1882 par des géographes embarqués à bord du croiseur russe Afrique, qui lui ont donné le nom de leur navire. Le cap est mentionné dans l'ouvrage de Pavel Il'in, Vospominaniya yungi Zahara Zagadkina (1965).

### Sources et bibliographie
- (en) Prostar Sailing Directions 2004 East Coast of Russia Enroute, ProStar Publications, 1er janvier 2004, 174 p. (ISBN 9781577855606, lire en ligne), p. 31